# Ожогин, Иван Геннадьевич
Ива́н Генна́дьевич Ожо́гин (род. 1 сентября 1978, Ульяновск, РСФСР, СССР) — российский актёр музыкального театра, певец, продюсер, лауреат национальных театральных премий «Золотая маска» (2013), «Музыкальное сердце театра»
(2013) и «Золотой Софит» (2022). Номинант международной театральной премии зрительских симпатий «Звезда Театрала — 2025».

## Биография
Иван Геннадьевич Ожогин родился 1 сентября 1978 года в городе Ульяновске. В 1981 году в трёхлетнем возрасте мама привела Ивана в хор мальчиков при Дворце пионеров. Начальное музыкальное образование Иван получал в музыкальной школе № 7. В школьные годы увлеченно занимался в разных кружках, связанных с пением, игрой на музыкальных инструментах и искусством декламации. Был солистом в школьном сводном хоре, выступал в составе ансамбля «Второе дыхание» при Дворце пионеров и в ансамбле «Клюква» при городском КСП им. Е. А. Сигалаева.
В 1994 году Иван поступил в филиал Ярославского театрального института на факультет «Актёр театра и кино» на базе Ульяновского областного драматического театра (курс Ю. С. Копылова). В 1997 году был принят на курс «Артист музыкального театра» Российской академии театрального искусства (ГИТИС), который успешно окончил в 2002 году (мастерская проф. А. Б. Тителя и И. Н. Ясуловича).
Играл в Учебном театре ГИТИС, Московском академическом музыкальном театре им. К. С. Станиславского и В. И. Немировича-Данченко, Московском государственном театре Эстрады, Большом Московском Государственном Цирке, Московском академическом театре Сатиры, Московском музыкальном театре «Геликон-опера», Санкт-Петербургском театре музыкальной комедии, Театре Запада в Берлине и Театре "Музыкальный Дом" в Кельне.
Принимал участие в записи CD «Свадьба Соек» и «Норд-Ост», а также в создании саундтреков к нескольким российским и зарубежным фильмам. Помимо этого Иван Ожогин выступил музыкальным консультантом и исполнил вокальную партию Мышиного Короля в спектакле «Щелкунчик и проклятье тьмы» в Санкт-Петербургском государственном детском ледовом театре под руководством Елены Бережной.

## Личная жизнь
С 2000 по 2016 год Иван был женат на Марине Ожогиной. От этого брака есть сын Даниил (20 июля 2002), дочери Татьяна (3 июня 2005) и Александра (4 января 2008), падчерица Екатерина Владимировна Кобзарь (Пермякова) (11 июля 1991), внучки Мира (3 июля 2016), Рада (2 сентября 2019) и Василиса (6 июля 2021).
26 июня 2018 года Иван женился во второй раз. Избранницей стала специалист по недвижимости Елена Панина (24 февраля 1979 г.р.). 12 февраля 2021 года у супругов родился сын Богдан.

## Работа в мюзиклах
Иван Ожогин участвовал в большинстве российских постановок мюзиклов: «Чикаго», «Свадьба соек», «Норд-Ост», «Кошки», «Красавица и Чудовище», «Бал вампиров», Pola Negri, «Мастер и Маргарита», «Призрак Оперы», «Джекилл и Хайд», «Онегин» («Демон Онегина»), «Дорогой мистер Смит» («Мой длинноногий деда»); в музыкально драматических спектаклях «Чайка», «Прозрачные краски», «Хищники», «Дон Жуан. Нерассказанная история»; в музыкально-цирковом ревю «Свадьба соек», в спектакле «Черная уздечка белой кобылицы», шоу «Звёзды Бродвея» в кабаре Монмартр, шоу-концерте «Хиты Бродвея», рок-опере «КарамазоВЫ» и первом в мире инстаграм-мюзикле «Мой длинноногий Деда».
Славу артисту принесла роль графа фон Кролока в российской постановке известного мюзикла Романа Полански «Бал вампиров». Иван Ожогин был утверждён на эту роль в 2011 году, пройдя три этапа кастинга. За исполнение данной роли Иван Ожогин был награждён высшей национальной театральной премией «Золотая маска» в апреле 2013 года, а также премией «Музыкальное сердце театра» в декабре 2012 года. Премьера мюзикла в России состоялась 3 сентября 2011 года на сцене Санкт-Петербургского театра музыкальной комедии.

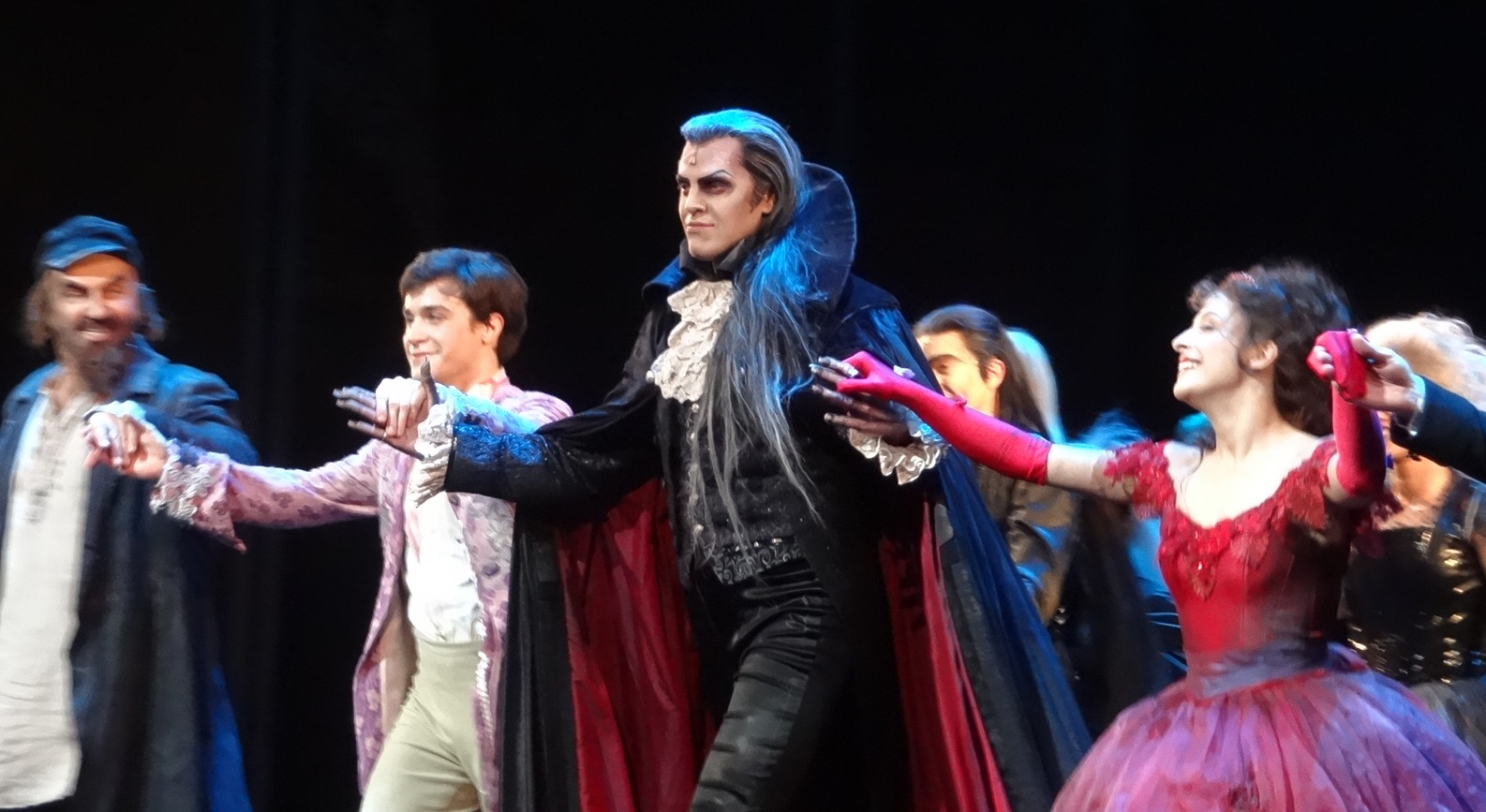
Немецкая постановка мюзикла «Бал вампиров», Театр Запада, Берлин

В конце 2012 года Иван Ожогин получил приглашение берлинского Театра Запада на роль графа фон Кролока в немецкую постановку мюзикла «Бал вампиров». Иван исполнял роль графа вплоть до закрытия мюзикла в Германии и завоевал симпатии и высокие оценки критиков, зрителей и коллег, в том числе и самого автора либретто Михаэля Кунце. Иван Ожогин стал первым российским исполнителем, который был ангажирован на главную роль в немецкий мюзикл, а также единственным артистом в истории мюзикла, который параллельно исполнял одну и ту же роль на двух разных языках в двух разных странах:

«Главную роль — коварного вампира, графа фон Кролока — в столичной постановке исполняет российский тенор Иван Ожогин, с успехом играющий того же героя в русской версии мюзикла в Санкт-Петербурге… Берлинская публика воспринимает вурдалака с русским сердцем „на ура“».— МК в Германии (MK-Germany)

«…харизматичный, безупречный в главной роли Графа фон Кролока солист — Иван Ожогин, ставший культовой фигурой не только в Петербурге, но и в Берлине (в этом году Иван, в свободное от питерских „Вампиров“ время — они идут блоками по десять дней раз в полтора-два месяца — улетает в Берлин и там доводит до экстаза публику, хоть и поет на немецком)»— Вечерняя Москва
С 18 декабря 2013 года Иван Ожогин принимает участие в первом в мире мюзикле с 3D-стереоскопическими декорациями, посвящённом актрисе немого кино Поле Негри в Санкт-Петербурге и Москве.
18 сентября 2014 года в петербургском Мюзик-Холле состоялась премьера мюзикла по одноимённому роману М. Булгакова «Мастер и Маргарита», в котором артист исполняет роль Воланда. «Меня сильно смущал мой возраст и возраст Воланда, я очень долго сомневался и думал на эту тему, но когда прочитал либретто и услышал музыкальный материал, то все вопросы отпали», — сказал Иван Ожогин.
В 2014—2016 исполнял роль Призрака в российской постановке легендарного мюзикла Эндрю Ллойда Уэббера «Призрак Оперы», премьера которого состоялась 4 октября 2014 года на сцене Московского Дворца Молодёжи.
17 января 2015 года Иван Ожогин вновь вышел на сцену Санкт-Петербургского театра музыкальной комедии в роли доктора Джекилла и мистера Хайда в мюзикле «Джекилл и Хайд».
13 мая 2016 года в петербургском Мюзик-Холле состоялась премьера контемпорари-мюзикла «Онегин» («Демон Онегина») в роли Евгения Онегина по одноимённому роману А. С. Пушкина.
22 августа 2016 года Санкт-Петербургский театр музыкальной комедии возобновил постановку мюзикла «Бал вампиров», затем в 2018 и 2019, после перерыва в 2022. С 3 июля 2018 года вплоть до закрытия Иван Ожогин выходил в роли Графа фон Кролока в городе Кельн в театре Musical Dome.
В 2016—2017 исполнял роль Графа фон Кролока в российской постановке мюзикла «Бал вампиров», премьера которого состоялась 29 октября 2016 года на сцене Московского Дворца Молодёжи.
В 2017 году спустя девять лет вышел в роли князя Юсупова в опере Дж. Риза «Распутин», которую впервые исполнил в 2008.
14 ноября 2017 году выступил в роли продюсера и исполнителя роли Генриха Ахта в музыкально-драматическом спектакле «Прозрачные краски» у Валерия Владимирова, у которого с 29 апреля 2019 исполняет роль Сергея Зиновьева в спектакле «Хищники» по повести А. П. Чехова «Драма на охоте».
В 2017—2019 играл роль Бориса Тригорина в постановке «Чайка» корейского режиссёра Те Сик Кана, поставленной Артёмом Каграманяном 7 сентября 2017 года в московском театре «Луна».
В 2019 году проходил кастинг в мюзикл «Шахматы» на роль Анатолия Сергиевского. В мае 2019 был утверждён на роль лорда Генри в мюзикл «Портрет одной души», не сыграл.
В 2020 году состоялась премьера в рок-опере «Братья КарамазоВы» 7 февраля в роли Смердякова и 30 октября в роли Ивана Карамазова в КЗ «Колизей» в Санкт-Петербурге.
С 21 сентября 2020 исполняет роль Дон Жуана в постановке «Дон Жуан. Нерассказанная история» Артема Каграманяна в Москве и Петербурге.
В 2020 году (11 мая — 17 июня) исполнял роль Джарвиса Пендлтона в первом в мире онлайн-мюзикле «Мой длинноногий деда» на платформе Instagram. «Дом каждого из нас стал театром, где нужно создавать декорации под каждую ситуацию, сделать и лето, и Новый год, и деревню, и город», — сказал Иван Ожогин. Спектакль получил награду как «лучший ответ пандемии» независимой театральной премии «Звезда Театрала». C 4 июня 2021 года Иван Ожогин играет сценическую версию спектакля под названием «Дорогой мистер Смит» в театре «Приют комедианта», за которую номинирован был на «Золотую маску».
В ноябре 2021 года утверждён на роль Жоржа, главного героя рок-оперы «Конь Бледный», 26 января отказался от роли.

## Работа в театре

### Учебный театрГИТИСа
- Опера В. Галутва «Возвращение Одиссея» (Амфином)
- «Ария Мистера Х от Дунаевского до Легара» (отрывки из оперетт)
- Опера Д. Чимароза «Тайный брак» (Паолино) (дипломный спектакль)
- «Express 50» (мюзик-холл) (дипломный спектакль)

### Роли в театре
- 2003 — 2004 — музыкально-цирковое ревю «Свадьба соек» (Захария, Соловей) — Большой Московский государственный цирк
- 2007 — 2008 — музыкальная притча «Черная уздечка белой кобылицы» Ю. Шерлинг (Агиц-ин-паровоз) — Московский академический театр Сатиры
- 2008 — опера «Распутин» Дж. Риза (князь Юсупов) — Московский музыкальный театр «Геликон-опера»
- 2017 — музыкально-драматический спектакль «Прозрачные краски» (режиссёр Валерий Владимиров) (Генрих Ахт) — г. Санкт-Петербург, г. Москва

### Московский академический музыкальный театр имени К. С. Станиславского и В. И. Немировича-Данченко
- 2000 — 2002 — опера «Обручение в монастыре» С. Прокофьева (Арлекин)
- 2001 — 2002 — опера «Альберт Херринг[англ.]» Б. Бриттена (Альберт Херринг), дипломный спектакль[68][69]

### Ледовое шоуЕлены Бережной
- 2012 — спектакль «Щелкунчик и проклятье тьмы» (Мышиный Король, вокальная партия) — Санкт-Петербургский государственный детский ледовый театр

### Театральная корпорация «Кот Вильям»
- 2019 — музыкально-драматический спектакль «Хищники» (режиссёр Валерий Владимиров) (Сергей Зиновьев) — г. Санкт-Петербург, г. Москва

### Роли в мюзиклах
- 2004 — мюзикл «Норд-Ост» (режиссёры Алексей Иващенко, Георгий Васильев) (Ромашов, ансамбль) — г. Москва, г. Нижний Новгород, г. Тюмень
- 2013 — 2014 — мюзикл «Tanz der Vampire» (режиссёр Корнелиус Балтус) (Граф фон Кролок) — в Театре Запада[нем.], г. Берлин, Германия[70][71]
- 2017 — мюзикл «Чайка» (режиссёр Артём Каграманян) (Борис Алексеевич Тригорин) — Театр Луны, г. Москва
- 2018 — мюзикл «Tanz der Vampire» (режиссёр Корнелиус Балтус) (Граф фон Кролок) — Musical Dome, г. Кёльн, Германия[72]
- 2021 — мюзикл «Дорогой мистер Смит» (режиссёр Алексей Франдетти) (Джарвис Пендлтон) — Театр Приют комедианта, г. Санкт-Петербург[73][74][75]
- 2022 — мюзикл «Обыкновенное чудо» (режиссёр Алексей Франдетти) (Волшебник) — ТЮЗ им. А. А. Брянцева, г. Санкт-Петербург[76][77][78][79][80][81][82]

### Продюсерский центр Philipp Kirkorov Production
- 2002 — 2003 — мюзикл «Чикаго» Джона Кандера (режиссёр Уолтер Бобби) (Mary Sunshine) — Московский государственный театр Эстрады

### Stage Entertainment
- 2005 — 2006 — мюзикл «Кошки» Эндрю Ллойда Уэббера (режиссёр Тревор Нанн) (Munkustrap) — Московский дворец молодёжи
- 2009 — 2010 — мюзикл «Красавица и Чудовище» Алана Менкена (режиссёр Гленн Казаль) (Мсье Мрак, библиотекарь, трактирщик, ансамбль) — Московский дворец молодёжи
- 2014 — 2016 — мюзикл «Призрак Оперы» Эндрю Ллойда Уэббера (режиссёр Артур Массела) (Призрак) — Московский дворец молодёжи
- 2016 — 2017 — мюзикл «Бал вампиров» Джима Стейнмана (режиссёр Корнелиус Балтус) (Граф фон Кролок) — Московский дворец молодёжи[83]

### Проект Игоря Портного
- 2010 — шоу «Звёзды Бродвея» в Кабаре Монмартр — Московский Дворец Молодёжи

### Санкт-Петербургский театр музыкальной комедии
- 2011 — 2014[84]; 2016[85][86]; 2018 — 2019; 2022 — 2023 — мюзикл «Бал вампиров» Джима Стейнмана (режиссёр К. Балтус) (Граф фон Кролок)
- 2013 — спектакль-концерт «Хиты Бродвея и не только…» (режиссёр Б. Томаш, А. Сафронов, А. Суханов) (Призрак Оперы, Иисус Христос, Дер Тод, Граф фон Кролок, Рудольф, Артур, Иуда, Ланселот, Сальери, Генри Джекилл, Билли Флинн, Фрэнк, Жан Вальжан, Джо, Анатолий Сергиевский и т. д.)
- 2015 — 2022 — мюзикл «Джекилл & Хайд» Фрэнк Уайлдхорн (режиссёр Г. М. Кереньи KERO) (Генри Джекилл / Эдвард Хайд)[87]
- Мюзикл «Пётр I» (реж. Ю. Александров) Фрэнк Уайлдхорн — Пётр I (с 2022)[88][89][90]
- Мюзикл «Ромео и Джульетта» (реж. Г. М. Кереньи KERO) Жерар Пресгурвик — Отец Лоренцо, Герцог Веронский (с 2025)
- Музыкально-драматический спектакль «Хищники» (реж. В. Владимиров) — Сергей Зиновьев  (с 2025)[91][92][93]

### Театральная компания «Let It Show Production»
- 2013 — 2015 — 3D-мюзикл «Pola Negri» Януша Стоклоса (режиссёр Януш Юзефович) (Эрнст Любич, князь Мдивани, отец Полы), ДК им. Ленсовета, Санкт-Петербург[94]
- 2014 — 2015 — 3D-мюзикл «Pola Negri» Януш Стоклоса (режиссёр Януш Юзефович) (Эрнст Любич, князь Мдивани, отец Полы), Центральный Академический Театр Российской Армии, г. Москва

### Продюсерская компания «Makers Lab»

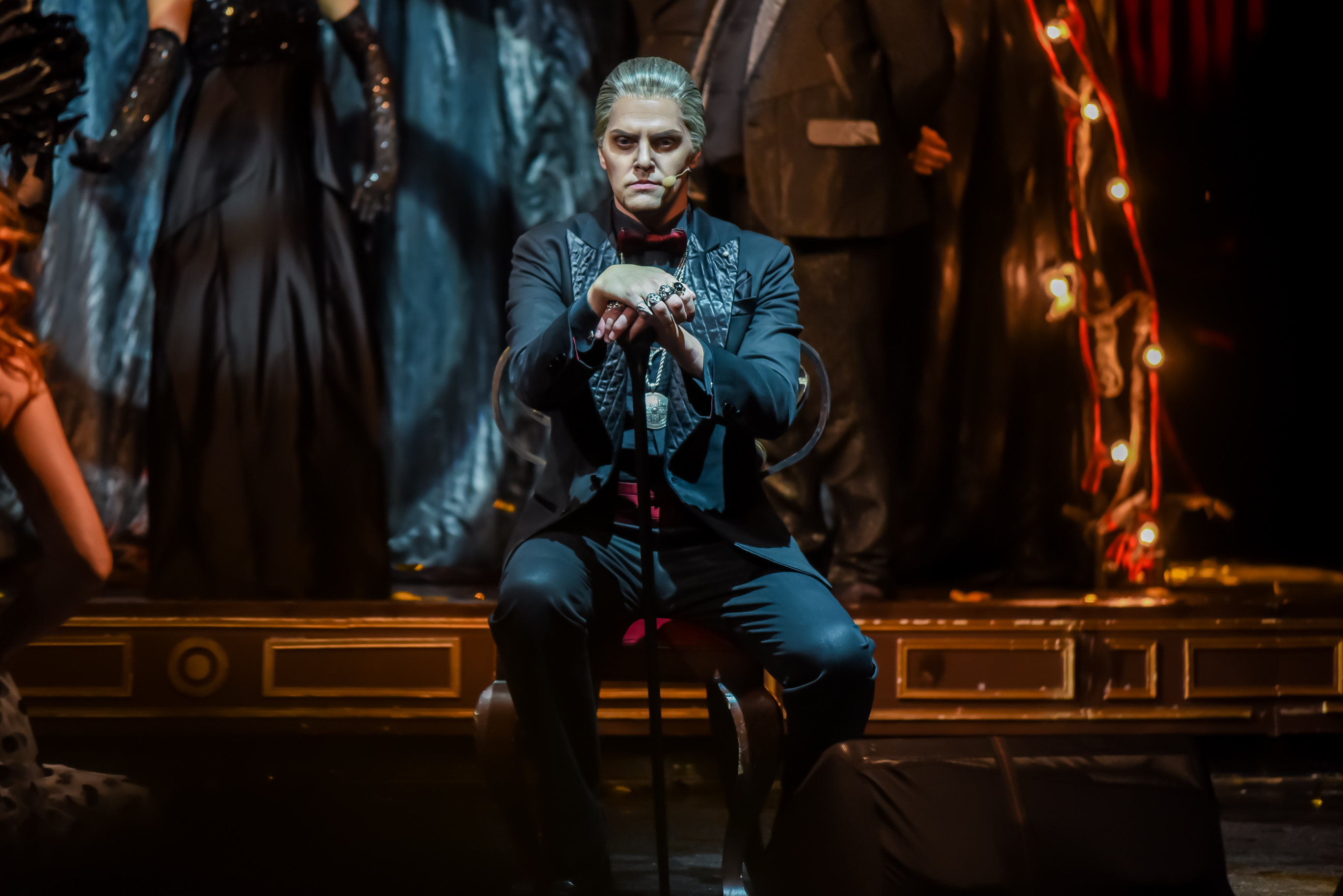
Иван Ожогин в роли Воланда в мюзикле «Мастер и Маргарита»

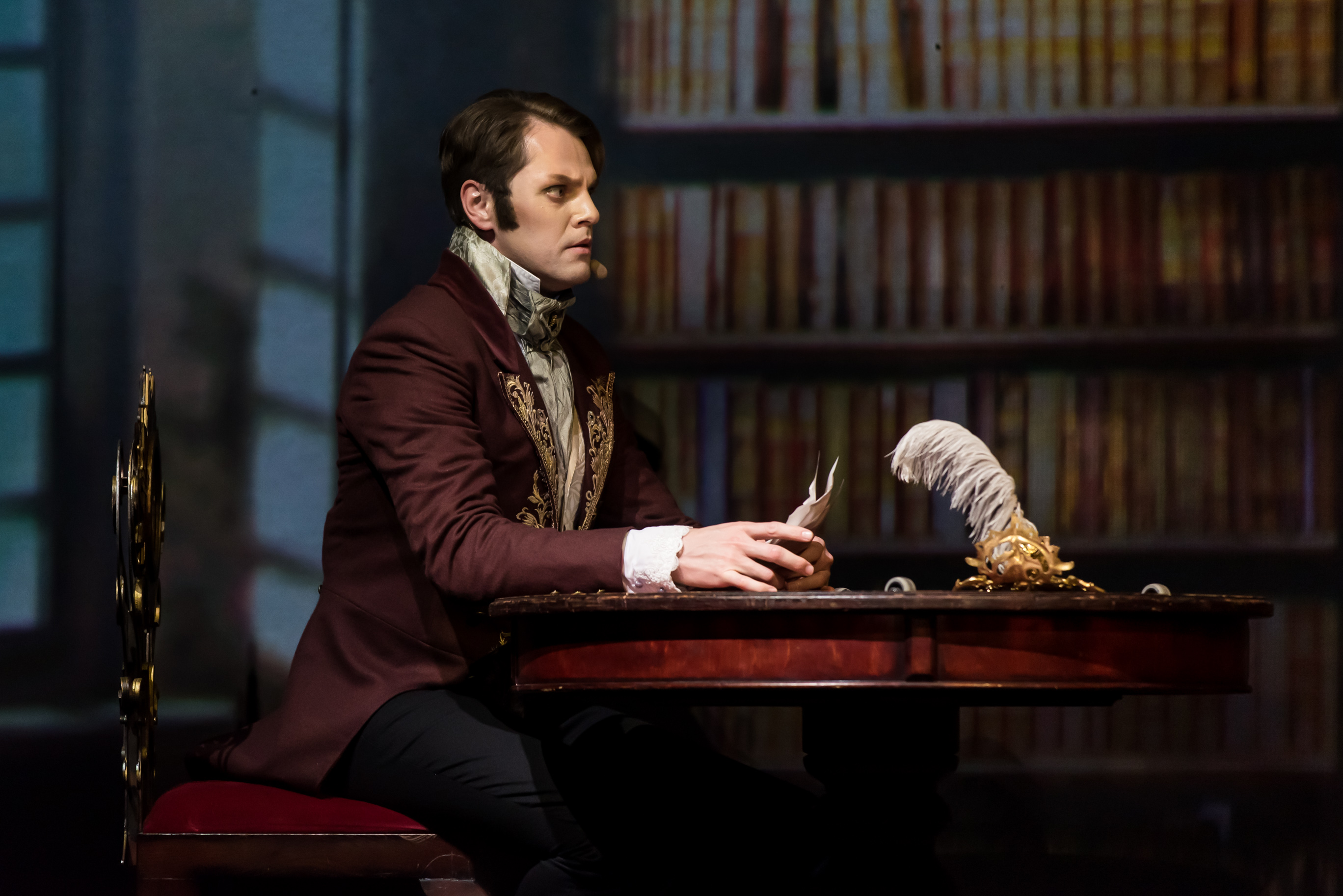
Иван Ожогин в роли Евгения Онегина в мюзикле «Демон Онегина»

- 2014 — мюзикл «Мастер и Маргарита» Антона Танонова (режиссёр С. Стрейзанд) (Воланд), Мюзик-Холл, Санкт-Петербург[95]
- 2016 — мюзикл «Онегин / Демон Онегина» Антона Танонова (режиссёр С. Стрейзанд) (Евгений Онегин) — Мюзик-Холл, Санкт-Петербург

### Театр «АРтель»Александра Рагулина
- 2020 — рок-опера «КарамазоВЫ» (режиссёр А. Рагулин) (Иван Карамазов, Смердяков) — г. Москва, г. Санкт-Петербург[96]
- 2024 — мюзикл-драма «Последний Романовъ» (режиссёр А. Рагулин) (Феликс Юсупов, Яков Юровский, Крестьянин, Больной в госпитале, Военный министр) — г. Москва, г. Санкт-Петербург

### Частная театральная компания «СОВНЕТ» (Современный Независимый Театр)
- 2020 — мюзикл «Дон Жуан. Нерассказанная история» Андрея Пурчинского (режиссёр Артём Каграманян) (Дон Жуан) — г. Санкт-Петербург, г. Москва[97]
- 2022 — театральный проект «Мюзикл-Меню» (режиссёр Павел Иванов) (граф фон Кролок, Джекилл, Сальери, Иисус, Призрак) — г. Москва, КЗ «Измайлово»[98][99]

### RIFgroup / Creative lab STAIRWAY
- 2020 — мюзикл «Новогодний мюзикл» (режиссёр Алексей Франдетти) (Король Георг)
- 2022 — мюзикл «Новогодний мюзикл» (режиссёр Алексей Франдетти) (Тони)

### Компания «Sechenov.com»
- 2021 — мюзикл «Школьная история» (режиссёр Алексей Сеченов) (Дневник) — Кремлёвский дворец, г. Москва[100]

## Отзывы
Мюзикл «Бал вампиров»:
Выбор Ивана Ожогина на эту роль оказался на пользу замыслу — высокий рост, пластика, внешность, легко поддающаяся гриму — набеленная маска с черными контурами глаз и губ в обрамлении длинных черных волос. Зло в его лице не столько страшит, сколько привлекает. Понятно, почему к нему так тянет юную Сару (Елена Газаева), чувственно тянет, граф неотразим. Играется спектакль, я бы сказала, истово. Тут надо отметить высокое качество вокального исполнения, прежде всего Ожогина (Кролок), Газаевой (Сара) и Новицкого (Альфред). Пение прочувствованное и осмысленное, с выразительными нюансами, вопреки привычке многих микрофонных певцов петь все одним звуком и на два форте. И в целом актерский состав работает с настоящим пониманием дела, со страстью и одновременно удовольствием, что составляет отдельный содержательный элемент художественного объема спектакля.
Елена Третьякова. Сатана там правит бал // Петербургский театральный журнал : интернет-журнал. — 2011. — 10 октябрь (№ 4(66)).
Иван Ожогин граф Кролок, голос роскошен, рост графа – сам по себе почти трюк. За изысканной вампирской пластикой и мимикой (сдобренных толикой милой неуверенности) нет-нет да и сквозит кроткое, «молодцеватое», как сказала бы Цветаева, добродушие. Он убедителен в лирических излияниях, старательно зловещ и на совесть мрачен в кромешных местах, но неожиданнее и едва ли не изящнее всего у графа выходит веселое «Бу!», которым он походя пугает непрошенных гостей.
Лилия Шитенбург. Сумерки. Сага. Чеснок // Город (812) : интернет-журнал. — 2011. — 14 ноябрь.
Лучшим Кролоком за все эти годы оказался тенор Иван Ожогин, который довел созданный образ в его ледяном величии до определенного совершенства как в пластическом, так и вокально-драматическом аспектах. Для его музыкального портрета композитор не пожалел гармонических и мелодических красок. Аристократизм и благородство манер графа парадоксально делали из страшного вампира «трагического тенора эпохи», философа-экзистенциалиста, с тоской и грустью смотрящего на беззакония мира.
Владимир Дудин. Вампиры свое отпели // Санкт-Петербургские ведомости : интернет-газета. — 2016. — 13 октябрь (№ 191 (5808)).
Главный  российский  фон  Кролок Иван Ожогин покоряет не только отличным тенором, но и богатой палитрой чувств и эмоций, сделавших образ более  живым  и  ярким.  Если  вспомнить  премьерные  показы  2011 года, налицо как эволюция персонажа, так и  эволюция  актера,  появившегося  за минувшие  годы  в  ряде  интересных проектов,  в  том  числе  в  мюзиклах «Джекилл & Хайд», «Мастер и Маргарита» и «Призрак оперы».
Светлана Рухля. К вампирам, на бал... // Невский Театралъ : интернет-журнал. — 2016. — 14 ноябрь (№ 10(32)). — С. 32.
Мюзикл «Призрак Оперы»:
Исполнитель роли Призрака Иван Ожогин является воплощением гармоничного синтеза актерской игры и прекрасного вокала. Когда лицо артиста наполовину скрыто маской, а затем и уродливым гримом играть становится довольно сложно, но эмоции передаются пластикой, работой голоса, и пение становится не просто демонстрацией техники, но и великолепным инструментом для передачи чувств и мыслей персонажа. Пожалуй, именно в этом вокальном исполнении я отметила нюансы, которые были незаметны в других постановках мюзикла.
Наталья Сажина. Люстры и не только // Театрон : интернет-журнал. — 2014. — 18 октябрь.
Мюзикл «Джекилл & Хайд»:
Джекилл&Хайд в трактовке Ивана Ожогина, если использовать образы притчи, это чудовище, до которого Христу надо было «дорасти». В «светлом» Генри мы видим такие «зачатки» Эдварда, как жесткость и категоричность. В чудовище же проглядывает Христос - стремление к справедливости Хайда, праведность его суда. Даже убийство Эдвардом Люси в исполнении Ожогина выглядит как кара за предательство в его глазах, она солгала, обманула, бросая его и его любовь. Не последнюю роль в создании образа играет чарующий вокал актера. Джекилл не сразу решается покончить с Хайдом: «Ведь жаль его, пленительна вся страсть его и жизнь…». «Пленительный» - определение, которое показывает отношение Генри к своему антиподу.
Ольга Соловьева. Дихотомия Добра и Зла. О спектакле «Джекилл&Хайд» // Чайка : интернет-журнал. — 2016. — 24 июня.
Мюзикл «Демоны Онегина»:
Иван Ожогин не побоялся представить на суд публики своего Евгения Онегина. Под светским лоском, маской столичного циника и повесы в его трактовке прячется романтик. В Ленском Онегин нашел друга. Отказ во взаимности Татьяне – это своего рода проявление честности, неготовность погрязнуть в семейном быте. Взаимоотношения с Ольгой – поддразнивание Ленского, игра, подхваченная девушкой. «Онегин, друг мой» - в этой фразе Ленского обращение «друг» искренне. Дуэль – так принято, иначе осудят, дань мнению Света. Может, и промахнулся бы Онегин Ожогина, но «безжалостные» строки романа диктуют свои законы. Ленскому выжить не полагается. Дальнейшие переживания Евгения из-за случившейся трагедии – горе о потерянном друге. Позднейшая встреча с уже замужней Татьяной – осознание обрыва волшебной связи между ними, любви, которую он не смог сразу распознать. В создании образа героя не последнюю роль играет и чарующий голос актера, творящий особую ауру. Многие зрители ходят на сам голос Ивана Ожогина. Ожогин – лучший. Онегин в исполнении Ожогина способен страстно любить.
Ольга Соловьева. О мюзикле «Онегин» // Чайка : интернет-журнал. — 2016. — 6 июня.
Мюзикл «Дорогой мистер Смит»:
Иван Ожогин еще раз доказал свое сценическое обаяние и актерское мастерство.
Валерий Кичин. На "Золотой маске" прошли спектакли из Тюмени и Петербурга // Российская газета : интернет-газета. — 2022. — 8 апреля (№ 77(8725)).
Мюзикл «Пётр I»:
И о главном герое. Иван Ожогин чудо как хорош в заглавной роли. Рост, стать, само собой голос – многочисленные поклонницы записывали номера своего кумира на видео, презрев любые запреты администрации. Рисунок роли Петра I был прописан экстатически. Если любовный дуэт, то до сотрясения воздуха. Если безумие, то до таких корчей на полу, что пришлось опасаться – не поранился бы артист. А в финале, ставшем апофеозом городу на Неве, экстаз был уже всеобщим. В нем пребывали и зрители, и артисты.
Евгений Хакназаров. Гоненье на Москву: мюзикл «Петр I» в петербургской Музкомедии // Культура : интернет-газета. — 2022. — 9 декабрь.
На премьере в роли Петра зрители увидели Ивана Ожогина, который (как и подобает опытному лоцману) удивительно точно провел своего героя от юности до зрелых лет, от имперских мечтаний до безумия (одна из самых сильных сцен мюзикла). Невероятно интересен и силен дуэт Ожогина и Анастасии Вишневской-Екатерины.
Екатерина Омецинская. Просто это Питер, детка… // АН-Петербург : интернет-портал. — 2022. — 12 декабрь.
Сюжетная арка персонажа достигает своей кульминации в период помешательства Петра. Под конец жизни он терзается от вопросов, на которые самому себе сложно дать ответ: а был ли он прав, начиная такие кардинальные преобразования, не перешел ли черту? Именно в этих сценах как нельзя лучше раскрывается актерский талант исполнителя главной роли, Ивана Ожогина. Ему не впервой играть сильных мира сего, но здесь перед нами реальная история, в которую веришь. Опустим рост, безупречные вокальные данные и фактуру артиста, которые без сомнения позволили ему сыграть Петра Великого, но вытащить из себя этот противоречивый характер и личность императора, как представляется, артисту вполне удалось.
Яна Квятковская. Пётр Первый: заглянуть за горизонт // MuseCube : интернет-портал. — 2022. — 12 декабрь.
Говорят, что композитор писал заглавную роль в расчете на Ивана Ожогина. Тот, в самом деле, справляется с нею без всяких вокальных затруднений, а его премьерский апломб обеспечивает неизбежный успех у публики.
Ая Макарова. Поднимается ветер // Музыкальная жизнь : интернет-журнал. — 2022. — 20 декабрь.
Безусловно, титульную роль в таком спектакле непременно должен исполнять артист, не просто одаренный, но – обладатель сильнейшей энергетики. Звезда, одним словом. Каковой и был Петр. Ивану Ожогину этот образ подходит идеально. Он блестяще «ведет» своего героя, в каждом эпизоде добавляя и актерских, и вокальных красок и нюансов. Преображаясь из бесшабашного юнца, у которого сил – через край, идей и желаний – еще больше, которому хочется узнавать, создавать, делать мир лучше, в мудрого, сильного, временами жестокого зрелого человека, сохраняющего огонь в сердце и оттого способного на чувства и переживания.
Алиса Никольская. Мюзикл «Петр I» в Санкт-Петербургском театре музыкальной комедии // Городские развлечения : интернет-журнал. — 2023. — 17 апрель.

## Концертная деятельность
Иван Ожогин ведёт активную концертную деятельность в России и за рубежом. Концертирует с сольными программами, выступает с камерными и симфоническими оркестрами. В репертуаре певца произведения различных жанров — русские романсы и песни, арии из опер и мюзиклов, камерные сочинения, духовные произведения, джаз, рок, эстрада, авторская песня. Среди них композиции на русском, английском, немецком, французском, испанском, украинском, словацком, персидском, венгерском, голландском, итальянском и старославянском языках, а также латыни, иврите и идише.
С 1981 года — член Всероссийского хорового общества (ВХО). В 2006 году Иван Ожогин стал первым профессиональным певцом в хоре Николо-Угрешского Ставропигиального монастыря и принял активное участие в создании профессионального хора, с которым выступает по сегодняшний день.
Является одним из создателей и ведущих артистов программы концертов под открытым небом «Экология звука», которые с 2009 года проходят на берегу реки Угры в деревне Матово Калужской области.
В 2009 году Иван Ожогин стал солистом одного из известнейших европейских казачьих хоров в Вене (Австрия) «Bolshoi Don Kozaken» под управлением Петра Худякова. Вместе с хором гастролировал по России и Европе, выступал в Венском Концертхаусе, Филармонии Люксембурга, Большом евангелическом соборе Братиславы, Гефсиманской церкви в Берлине, Санкт-Петербургской государственной академической филармонии им. Д. Д. Шостаковича, в БКЗ «Октябрьский».
С 2011 года Иван Ожогин — солист арт-проекта «Хор Брависсимо» (г. Москва), сотрудничающим с Юрием Башметом, Аркадием Укупником, Игорем Крутым, Николаем Носковым, Сергеем Пенкиным. В составе данного ансамбля Иван выступил в концерте Тото Кутуньо, который прошёл в Кремлёвском дворце в Москве в марте 2011 года.
C 2009 года концертирует с сольными программами, выступая на лучших площадках России и зарубежья. В портфолио более 20 сольных концертов: концерты с калужским муниципальным камерным оркестром; концерт в «Доме А. Ф. Лосева» в Москве; вокальные вечера в церкви Святого Иоанна, кафедральном соборе святых апостолов Петра и Павла, государственной академической филармонии им. Д. Д. Шостаковича, во дворце князей Белосельских-Белозерских в Санкт-Петербурге; концерт с Адмиралтейским оркестром Ленинградской военно-морской базы «Слушай, Ленинград» и многие другие.
Артист также принимает участие в многочисленных концертных программах, в том числе: празднике романса «Петербургская осень», гала-концерте III Международного конкурса вокалистов «Гран-При Санкт-Петербурга», музыкальном фестивале «Почётные граждане Санкт-Петербурга», гала-концерте «Звёздный дождь над Екатеринбургом», концертах, посвящённых творчеству композиторов Евгения Птичкина и Тихона Хренникова; музыкальных телепередачах «Музыкальная гостиная» (ТК «ТелеДом») и «Романтика романса» (ТК «Россия — Культура»).
В декабре 2012 года в качестве приглашённой звезды Иван Ожогин выступил на сольном концерте певца и актёра Габора Бота в Венгрии. На будапештской сцене собрались сразу три исполнителя роли графа фон Кролока — Габор Бот, Геза Эдьхази и Иван Ожогин
В октябре 2013 года Иван Ожогин принял участие в постановочном ледовом шоу «Опера на льду» в Санкт-Петербурге, выступив вместе с Евгением Плющенко, Наоми Ланг, Петром Чернышовым, Эдвином Мартоном, Василием Герелло, Олегом Лозой, Александром Трофимовым и другими звёздами оперных театров и известными фигуристами.

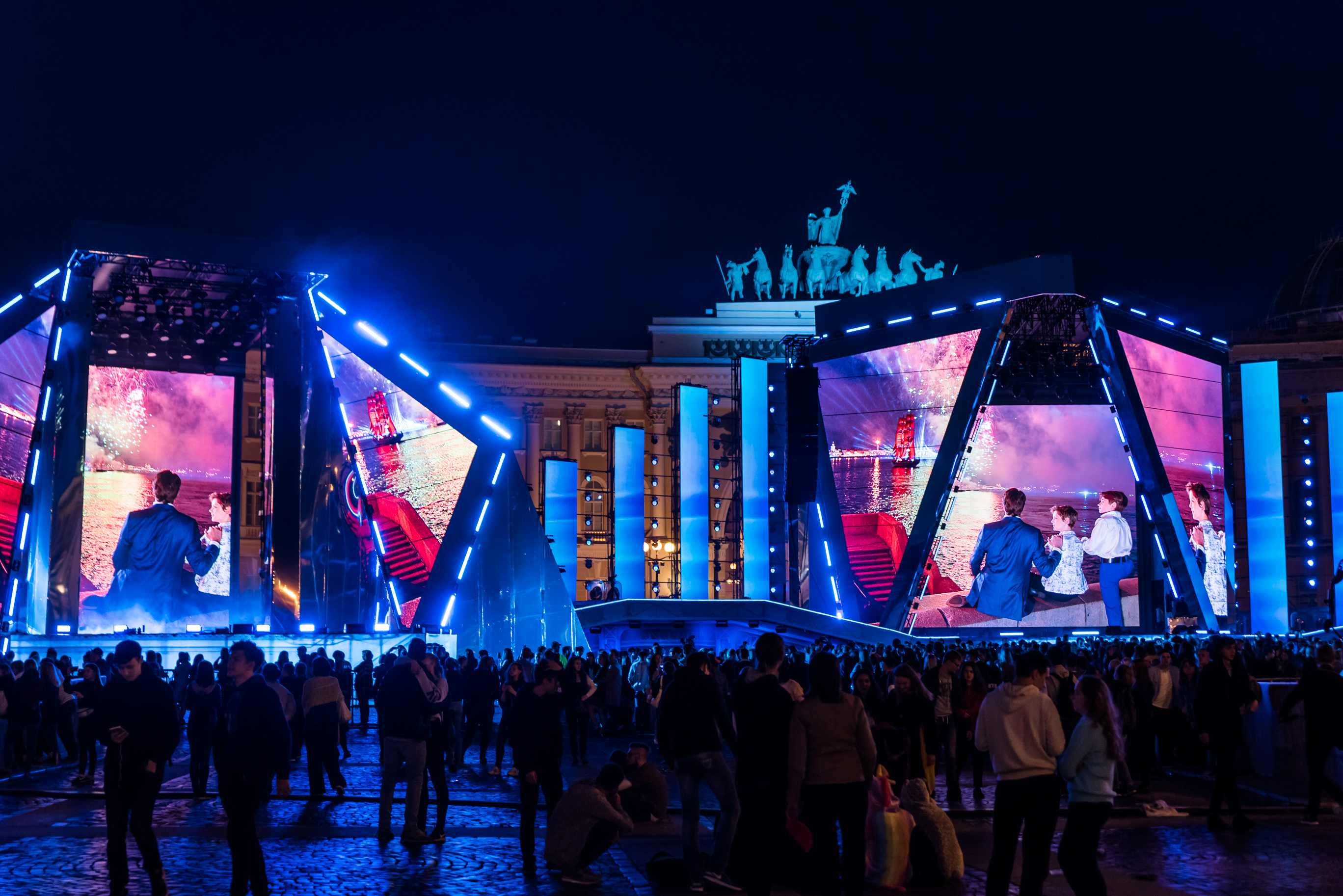
Иван Ожогин, Григорий Туркин и Рутгер Гарехт на «Алых парусах 2018»

В мае 2014 года Иван Ожогин впервые выступил с сольными концертами в Берлине, Германия. 10 мая в известном клубе frannz Club в Kulturbrauerei прозвучали хиты мюзикла, джаза и рока. 11 мая Иван Ожогин выступил с концертом русских романсов и песен в Русском Доме Науки и Культуры, посвященном Дню Победы. В концерте также приняли участие Мерседес Чампаи (вокал), Айдар Гайнуллин (баян), Елена Буланова (фортепиано) и Пётр Ильяш (скрипка).
В марте 2015 года принимал участие в международном гала-концерте звёзд оперетты в Санкт-Петербургском театре музыкальной комедии и в апреле 2017 в венгерском гала-концерте к 10-летию сотрудничества Будапештского театра оперетты с петербургским театром. В июне 2016 года принял участие в празднике выпускников «Алые паруса-2016» и в 2018 в празднике «Алые паруса-2018». В июне 2016 года Иван Ожогин участвует в фестивале «Мост дружбы» в Нарве, Эстония, благотворительном концертном гала-спектакле к 75-летию начала блокады Ленинграда «И всё-таки мы победили», в 2017 в гала-концерте звёзд российской сцены в Хорватском национальном театре в Загребе в июне и гала-концерте мастеров искусств Санкт-Петербурга «Осенний вальс» в сентябре в Таллинне.
На одной петербургской сцене 29 декабря 2016 выступили сразу три исполнителя роли графа фон Кролока — Томас Борхерт, Марк Зайберт и Иван Ожогин. 31 мая 2017 принимал участие в авторском концерте Фрэнка Уайлдхорна в Петербурге вместе с Наталией Диевской, Матиасом Эденборном, Лизой Энтони и Сабриной Векерлин, вызвав восторг у композитора и комплименты. Принял участие в ежегодном гала-концерте артистов мюзикла «Königsgala — 2019» вместе с Марком Зайбертом и Кристианом Александром Мюллером 24 августа в городе Фюссен, Германия. С 2018 по 2020 исполнители роли графа — Дрю Сэрич и Иван Ожогин проводили ежегодно совместные концерты «Братья по музыке» в Москве и Петербурге.
В феврале 2020 года Иван Ожогин принял участие в проекте ПАО ЮНИПРО и Радио «Орфей» в рамках I Международного музыкального фестиваля «Энергия Открытий» — спектакле «Корабль Счастье» на сцене московского театра «Новая опера». 26 марта 2020 года принял участие в онлайн-концерте «На здоровье» в формате стрима у Ярослава Баярунаса на платформе TWITCH, проводит три онлайн-концерта с музыкантами — «Вне зоны комфорта» (11 апреля), «Продолжение следует» (29 апреля) и «С любовью о любви» (3 июня).
Как приглашённый артист выступает в концертных программах своих коллег: Игоря Кроля («Части мира»), Наталии Сидорцовой («СверхноваЯ»), Ярослава Баярунаса («You’ll be back» и «Бессовестный Эпический Концерт. Последний.»), Александры Каспаровой («Аффилиация»), Анны Лукояновой («ОткровениЯ»), Этери Бериашвили, Дмитрия Янковского из цикла «NeOpera» в стиле классического кроссовера, группы трио «ДиЛеММа», инструментальным ансамблем «Эссе-Квинтет»; участвует в творческих вечерах поэта Андрея Пастушенко, принимает участие в концертах фонда А. П. Петрова; музыкально-поэтических вечерах («СимфоТворение», «Поэтическое сердце» и других) и фестивалях, акциях («Читаем детям», «Сказка в каждый дом») и юбилее творческого объединения «Цех поэтов». В 2020 и 2021 году принимал участие в уникальном шоу-концерте «Теория противоположностей» продюсерского центра «White raven» и на стихи Андрея Пастушенко.
Выпустил большие сольные концерты «Киногрёзы», «Саундтрек», «Я вас любил…», «Роман с мюзиклом», «Лучшее для Вас», «Любимее романсы» и творческие вечера, ежегодно проводит концерты ко дню рождения и рождественские в Москве и Санкт-Петербурге с сыном — звукорежиссёром, выступал в дуэте и трио с дочерями — актрисами, в ювелирном центре «Фаберже, 8» 7 марта 2018.
В 2021 году участвовал в проекте «Театр на Неве» («Театр на воде») в программах «Петербург глазами звёзд» и «Москва глазами звёзд».
В 2023 году Иван Ожогин записал и выпустил две песни — «Выхода нет» (муз. Т.Солнышкина, ст. А.Дементьев) и «Утро на питерской крыше» (муз. И.Долгова, ст. И.Долгова, В.Трушин).
В 2024 году вышла дуэтная песня «Like me and you» с Екатериной Денежкиной (Cathcus) (муз. Cathcus, сл. Oscar Wilde), сводил Д. Ожогин.
4 февраля 2025 года принял участие в Московском театре оперетты в джукбокс-мюзикле на юбилейном вечере Максима Дунаевского «Дунаевские. Двойной портрет», исполнив роль режиссёра Григория Александрова, Портоса

## Телевидение
Принимал участие в шоу «Сто к одному» на канале «НТВ» 14 января 2006 года в выпуске «Кошки» VS «Иствикские Ведьмы», выступал капитаном команды в выпуске «Поющие актёры» VS «Город 312» 27 октября 2019 года. Принимал участие в программе «Дегустация» на телеканале «Еда» 23 марта 2021 года, «Игра в кино» на телеканале «Мир» 12 мая, 19 сентября экспертом финала 3-го сезона шоу «Игроки. Ставка на интеллект» темы «Мюзиклы», «Назад в будущее» в 2022 году, в декабре 2021 года в дуэте с Юлией Дякиной на шоу «Большой мюзикл» канала «Культура».
В программе «Вечерний Ургант» выступал в качестве музыкального гостя, представляя дуэт из мюзикла «Призрак оперы» с Еленой Бахтияровой 9 октября 2014 года и 11 ноября 2016 года из мюзикла «Бал вампиров» с Еленой Газаевой, с ансамблем «Эссе-квинтет» песней поздравлял с Днём Военно-морского флота на телеканале «Первый канал». Вместе с Газаевой участвовал 11 октября 2017 года в детской передаче «С добрым утром, малыши!» на телеканале «Карусель», исполнив дуэт «Сказка о любви» из мюзикла «Красавица и Чудовище», в проектах журналов на тему мюзикла «Бал вампиров».
В 2017 году принимал участие в новогоднем проекте телеканала «Санкт-Петербург» «Петербургские метаморфозы, или Так и живем» в Юсуповском дворце на Мойке, в концерте «Новый год на канале „Культура“ с Владимиром Спиваковым», в видеопроекте «История Петербурга в стихах», 3 апреля 2017 года на канале «Music Box» с Еленой Газаевой.
В начале декабря 2022 года Иван Ожогин по просьбе своего друга Ильи Ларионова принял участие в съёмках программы «Битва экстрасенсов» на канале ТНТ.

## Фестивали и деятельность
16 мая 2015 года принял участие в Comic Con Saint Petersburg на пресс-конференции, посвящённой короткометражному фильму стим-панка «Корсет», вышедшему в показ 28 сентября. 13 августа 2016 года в фестивале «Театральный Петербург на Книжных аллеях» в образе графа фон Кролока, на фестивале мюзикла в качестве гостя в мае 2021 и ведущим в марте 2022. С 2020 года участвует в проекте «Новогодний мюзикл» продюсерской компании Stairway. Принял участие в проекте «АртМафия» в марте 2022 года.
Артист увлекается горными лыжами, участвует в полумарафонах в Санкт-Петербурге, Москве и Сочи, в ноябре 2021 года участвовал стамбульском марафоне на 43 км.
Активно принимает участие в благотворительных проектах («Рисунок с известными людьми» и других), проводит и участвует в концертах в помощь людям с онкологией и заболеваниями. В 2019 году выступил ведущим фестиваля танцев на колясках «Адмиралтейское танго».
4 сентября 2016 года был спикером Первого актёрского образовательного фестиваля «Станиславский верит» по теме: «Современный музыкальный театр: Как стать звездой мюзикла?». В марте 2020 году на пресс-конференции «Культура на карантине» в Санкт-Петербурге заявил о необходимости принятия программы поддержки культуры. В поддержку жителей и врачей РСО-Алания исполнил с коллегами по мюзиклам песню на осетинском языке и поздравил с 2022 года на осетинском языке.
В 2018 году записал песню к рекламе дополнения коллекционной карточной онлайн-игры Hearthstone — «Ведьмин лес» (2018).

## Работа в кино и на телевидении
- 1998 — Документальный фильм «Криминальная Россия». Серия «Схватка на Гончарной. Служили три товарища» (Александр Хохлачев, младший сержант милиции). Режиссёр: В. Панжев
- 1999 — Художественный фильм «Мама» (эпизод). Режиссёр: Д. Евстигнеев
- 1999 — Сериал «Досье детектива Дубровского». 18-я серия (эпизод). Режиссёр: А. Муратов
- 2007 — Короткометражный фильм «Доказательства любви» (Он). Режиссёр: В. Коротченко
- 2008 — Сериал «Похождения нотариуса Неглинцева». 6-я серия «Наследники» (Олег). Режиссёр: А. Газиев
- 2013 — Сериал «Литейный, 4». 17-я серия «Территория страха» (редактор канала «Вечерние новости»)
- 2015 — Короткометражный фильм «Корсет» (Кронпринц Альбрехт). Режиссёр: О. Твайлайт.
- 2015 — Сериал «Неразрезанные страницы» (Александр Романов). Режиссёр: П. Амелин.
- 2015 — Мини-сериал «Погоня за тремя зайцами». 2-я и 3-я серии (Серж). Режиссёр: А. Праздников.
- 2017 — Короткометражный фильм «История Петербурга в стихах». 3-й выпуск. Режиссёр: Евгений Попов

## Дискография
- 2003 «Свадьба соек» (Москва)
- 2005 «Норд-Ост» (Москва)
- 2010 «Светодавче, Слава Тебе!» (Дзержинский)
- 2012 «Весенний роман с…» (Санкт-Петербург)
- 2012 «La inspiracion» (Санкт-Петербург)
- 2014 «Слушай, Ленинград» (Санкт-Петербург)
- 2014 «Pola Negri. Любовь длиннее жизни» (Санкт-Петербург)
- 2014 «Мастер и Маргарита. Избранное: Свет» (Санкт-Петербург)
- 2014 «Мастер и Маргарита. Избранное: Тьма» (Санкт-Петербург)
- 2015 «Призрак Оперы», DEMO (Москва)[180][181]
- 2017 «Бал Вампиров», (Москва)[182][183]
- 2018 «Легенда Ксентарона» — метал-опера гр."Эпидемия", (Москва)[184][185]
- 2020 «Братья по музыке», (Москва)

## Награды и премии

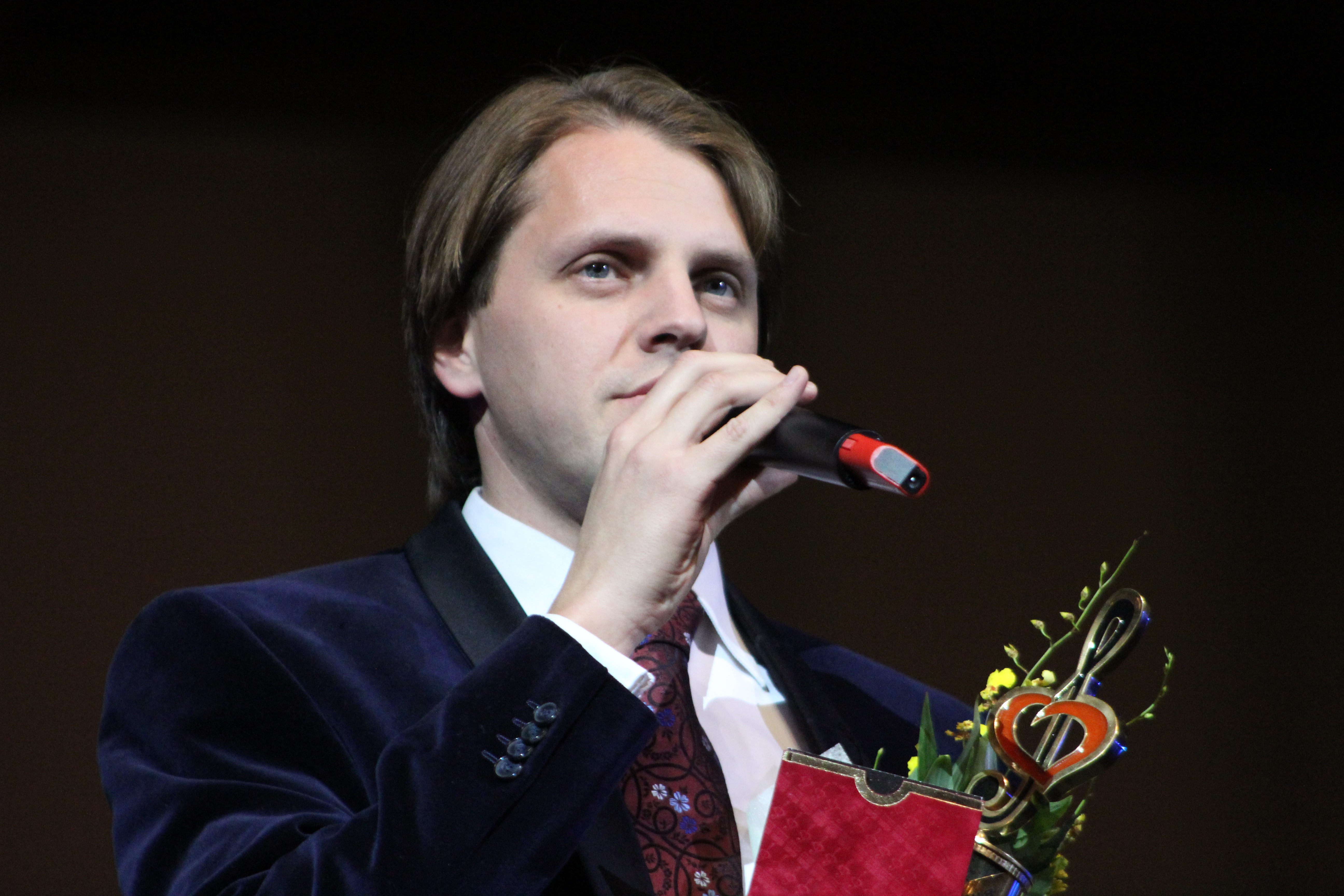
Иван Ожогин на церемонии вручения премии «Музыкальное сердце театра», 2012 год.

- 2000 — Лауреат Всероссийского конкурса «Фестос»[186]
- 2007 — Победитель Международного вокального телеконкурса «Start UP!»[187]
- 2012 — Лауреат Первой премии на Первом открытом региональном конкурсе исполнителей романса «Гатчинская Романсиада»[188]
- 2012 — Номинация на Высшую театральную премию Санкт-Петербурга «Золотой софит» — «Лучший исполнитель мюзикла» за роль Графа фон Кролока в спектакле «Бал вампиров»[189]
- 2012 — Лауреат российской национальной премии «Музыкальное сердце театра» в номинации «Лучший исполнитель главной роли» за роль Графа фон Кролока в спектакле «Бал вампиров»[190]
- 2013 — Лауреат российской национальной театральной премии «Золотая маска», номинация «Оперетта-Мюзикл/Мужская роль» за роль Графа фон Кролока в спектакле «Бал вампиров»[191]
- 2017 — Лауреат премии «20 успешных людей Петербурга 2017» в номинации «Эстрадный вокал»[192]
- 2018 — Номинация «Поющий актёр» премии NCA Saint Petersburg Music Awards
- 2018 — Лауреат премии сообщества любителей мюзиклов журнала Stage Door по результатам зрительского опроса в номинации «Любимый артист зрителей» и «Лучший артист в главной роли» за роль Графа фон Кролока в спектакле «Бал вампиров»
- 2019 — Лауреат премии «Медиаперсона года» в номинации «Голоса культурной столицы»[193]
- 2020 — Лауреат премии фестиваля мюзикла «X-37» в номинации «Любимый артист, по мнению зрителей» (по итогам онлайн-голосования) за роль Сергея Зиновьева в спектакле «Хищники»[194]
- 2021 — Номинация на российскую национальную премию «Музыкальное сердце театра» — «Лучший исполнитель роли второго плана» за роль Ивана Карамазова в рок-опере «КарамазоВЫ»[195][196]
- 2021 — Лауреат общественной премии «Ваше величество талант» и знака «Любовь к петербургской публике»[197]
- 2022 — Решением правления российского творческого союза работников культуры № 213 награждён медалью «За заслуги в культуре и искусстве»
- 2022 — Номинант премии фестиваля мюзикла «X39» в номинации «Любимый артист, по мнению зрителей» (по итогам онлайн-голосования) за роль Джарвиса Пендлтона в спектакле «Дорогой мистер Смит»
- 2022 — Номинант российской национальной театральной премии «Золотая маска», номинация «Оперетта-Мюзикл/Мужская роль» за роль Джарвиса Пендлтона в спектакле «Дорогой мистер Смит»[198]
- 2022 — Лауреат Высшей театральной премии Санкт-Петербурга «Золотой софит» — «Лучшая мужская роль в мюзикле» за роль Джарвиса Пендлтона в спектакле «Дорогой мистер Смит»[3]
- 2022 — Номинация на российскую национальную премию «Музыкальное сердце театра» — «Лучший исполнитель главной роли» за роль Джарвиса Пендлтона в спектакле «Дорогой мистер Смит»
- 2023 — Лауреат премии фестиваля мюзикла «X-40» в номинации «Любимый артист, по мнению зрителей» (по итогам онлайн-голосования) за роль Петра I в спектакле «Пётр I»
- 2023 — Лауреат премии Правительства Санкт-Петербурга в области культуры и искусства за 2022 год в номинации «за выдающие заслуги в области музыкально-сценического искусства» за создание спектакля-мюзикла «Пётр I»[199][200]
- 2023 — Номинант Высшей театральной премии Санкт-Петербурга «Золотой софит» — «Лучшая мужская роль в мюзикле» за роль Петра I в спектакле «Пётр I»
- 2024 — Лауреат премии Правительства Российской Федерации в области культуры № 3985-Р от 25.12.2024 г. за спектакль «Пётр I»[201]
- 2025 — Номинант XVIII ежегодной международной театральной премии зрительских симпатий «Звезда Театрала — 2025» в номинации «Лучшая мужская роль. Музыкальный спектакль» за роль Сергея Зиновьева в спектакле «Хищники»